# 과학
과학(科學)은 과학은 세계에 대해 검증 가능한 가설과 예측의 형태로 지식을 구축하고 조직하는 체계적인 학문이다. 현대 과학은 일반적으로 두 가지 또는 세 가지 주요 분야로 나뉜다. 자연과학(예: 물리학, 화학, 생물학)은 자연계를 연구하며, 사회과학(예: 경제학, 심리학, 사회학)은 개인과 사회를 연구한다. 그 외에 응용과학은 공학이나 의학처럼 실용적인 목적을 위해 과학적 지식을 사용하는 학문 분야이다. 철학, 수학 등은 과학적 방법이나 경험적 증거 대신 연역적 추론에 의존하기 때문에 일반적으로 과학이 아닌 별개의 분야로 간주한다.
좁게는 "과학"을 "자연과학"이라는 뜻으로 쓰기도 한다. 이 경우에는 인류가 경험주의와 방법론적 자연주의에 근거하여 실험을 통해 얻어낸 자연계에 대한 지식들을 의미한다. 자연과학자들은 사물의 구조, 성질, 법칙 등 자연계에서 관찰되는 현상들을 과학적 방법에 따라 자연적인 (초자연적이지 않은) 이론으로 설명하려고 시도한다.
과학 분야의 역사는 역사적 기록의 대부분에 걸쳐 있으며, 기원전 3000년에서 1200년 사이의 청동기 시대 이집트와 메소포타미아까지 거슬러 올라가는 현대 과학의 식별 가능한 전임자에 대한 최초의 기록이 포함된다. 수학, 천문학, 의학에 대한 그들의 공헌은 고대 그리스의 자연 철학에 들어가고 형성되었으며, 이에 따라 물리적 세계의 사건을 자연적 원인에 기초하여 설명하려는 공식적인 시도가 이루어졌으며, 힌두교의 도입을 포함하여 더욱 발전했다. 아라비아 숫자 체계는 인도 황금시대에 만들어졌다.: 12  중세 초기(서기 400~1000년)에 서로마 제국과 굽타 제국이 멸망한 후 이 지역의 과학 연구가 쇠퇴했지만 12세기에 보존되고 확장되었다. 이슬람 황금 시대 동안 중동에서 그리고 나중에 르네상스 시대에 죽어가는 비잔틴 제국의 그리스 사본을 서유럽으로 가져온 비잔틴 그리스 학자들의 노력에 의해 수행되었다.
10세기부터 13세기까지 그리스 작품의 회복과 동화, 서유럽에 대한 이슬람 탐구는 '자연철학'을 부활시켰고, 이는 나중에 16세기에 시작된 과학혁명에 의해 이전 그리스 개념에서 출발한 새로운 사상과 발견으로 변형되었다. 과학적 방법은 곧 지식 창출에서 더 큰 역할을 했으며, 19세기가 되어서야 과학의 많은 제도적, 전문적 특징이 구체화되기 시작했고, '자연 철학'이 '자연 과학'으로 바뀌었다.
과학의 새로운 지식은 세상에 대한 호기심과 문제 해결에 대한 열망에 의해 동기가 부여된 과학자들의 연구를 통해 발전된다. 현대 과학 연구는 고도로 협력적이며 일반적으로 학계, 연구 기관, 정부 기관 및 기업의 팀에 의해 수행된다. 이들 작업의 실질적인 영향으로 인해 상업용 제품, 군비, 의료, 공공 인프라 및 환경 보호의 윤리적, 도덕적 발전을 우선시함으로써 과학 사업에 영향을 미치려는 과학 정책이 출현하게 되었다.

## 분류
과학은 크게 다음의 세 분류로 나눌 수 있다.
- 자연과학은 인간에 의해 나타나지 않은 모든 자연 현상을 다룬다. 물리학, 화학, 생물학, 지질학, 천문학 등이 있다.
- 사회과학은 인간들의 행동과 그들이 이루는 사회를 과학적인 방법으로 연구한다.
- 형식과학은 추상적 구조에 기반한 여러 가지 규칙인 형식에 대해 연구한다.

과학은 그 추구하는 바에 따라 크게 다음의 두 부류로도 나눌 수 있다.
- 순수과학은 자연을 탐구하여 그것의 작동 원리를 체계화시키는 작업이다.
- 응용과학은 순수과학 연구의 결과를 통해 인류의 실용적인 요구를 충족시키려는 시도이다. 공학으로 이어진다.

## 어원
과학을 뜻하는 영어 단어 science는 '지식'이라는 뜻의 라틴어 scientia에서 왔으며, 이는 '안다'(I know)는 뜻의 접두사 scio-에서 나왔다. 이는 또다시 '분별하다' 혹은 '구분하다'라는 뜻의 인도-유럽 어근에서 나왔으며, 그가 '잘라낸다'(he cuts off)는 뜻의 산스크리트어 chyati, '찢다'(to split)라는 뜻의 그리스어 schizein, 같은 뜻의 라틴어 scindere와 관계되어 있다. 중세로부터 계몽주의 시대까지, science나 scientia는 모든 종류의 체계적이거나 정확하게 기록된 지식을 가리켰으며, 따라서 그 무렵에 과학이란 철학이라는 단어의 넓은 의미로부터 구별되지 않았다. 프랑스어, 스페인어, 포르투갈어 및 이탈리아어 등의 몇몇 언어에서는 현재까지도 이 구별이 명확히 이루어지지 않고 있다.
고대로부터 근현대까지, 철학은 자연 철학과 윤리 철학으로 나뉘어 있었다. 1800년대에 자연 철학(natural philosophy)이라는 명칭은 서서히 자연 과학(natural science)이라는 명칭으로 대체되었다. 자연과학은 점차 물리학과 생물학 등의 현재 존재하는 분야들로 세분화되었다. 사회과학은 한때 윤리 철학에 포함되던 부분 중 일부를 포함하며, 이 부분에 대해 가능한 한도까지 경험적 방법론을 적용시키고 있다.
'과학'이라는 단어는 여러 가지 의미로 쓰이고 있다.
경험론에 의하면 과학적 이론은 객관적이고, 경험적으로 검증 가능하고 예측할 수 있어야 하는데, 그것은 경험적인 결과들이 가능한 한 반론되거나 확인되어야함을 의미한다.

## 역사
기록된 과학 연구로서 가장 오래된 것은 동북아프리카의 이집트에서 찾을 수 있다. 러시아 태생의 미국인 작가 아이작 아시모프는 그의 책 《과학과 기술의 인명 백과사전》에서 과학은 고대 아프리카가 현대 세계에 준 선물이라고 말한다. 이집트의 성직자 임호테프는 처음으로 약을 조제한 사람으로 알려져 있다. 이집트의 알렉산드리아 도서관은 최초의 대규모 과학 연구소라 할 수 있는데, 유클리드와 알렉산드리아의 헤론을 비롯해 고대의 주요 과학자들 중 많은 수가 여기에서 연구를 했다. 이집트의 뒤를 이어, 고대 그리스에서도 많은 과학적 발견들이 이루어졌다. 그 이후 이슬람 문화권에서도 과학에 대한 발전이 있었으며, 산업 혁명 후 과학에 대한 많은 발전이 있었다. 또한, 동양에서는 주판을 비롯한 계산기가 발견되고 나침반, 화약 등이 발명되면서 과학이 발전해 나갔다.
중세에는 대학 네트워크가 유럽에 설립되었다. (예: 1364년 야기엘론스키 대학교(폴란드), 1386년 하이델베르크 대학교(독일))
현대적 의미의 과학은 17세기에 과학적 방법이 정립 되면서부터라고 할 수 있다.

## 과학적 방법
과학적 방법이란 연역과 귀납의 논리학을 바탕으로 관찰-이론-실험-재현을 바탕으로 한 과학, 즉 자연과학의 방법론을 통칭한 말이다. 체계적이고 객관적인 방법으로 검증 가능한 질문에 대해 연구하는 방법을 말한다. 어떤 연구가 과학적이기 위해서는 아래기준을 충족시켜야 한다. 문제가 정의되어야 하고 연구문제는 기존의 이론이나 결과들과 관련지어 기술되어야 한다. 연구의 모든 변인과 절차들이 조작적으로 정의되어야 한다.

## 과학 철학
과학적 탐구와 과정을 설명하고 형식논리학과 방법론, 형이상학 등의 관점에 요소들의 타당성을 연구하는 것을 과학철학이라고 한다. 과학철학은 두 가지 갈래로 나누는데 인식론적 경향과 존재론적 경향으로 나눌 수 있다.
과학철학에는 다양한 사고 학파가 있다. 가장 대중적인 입장은 경험주의로, 지식은 관찰을 포함하는 과정에 의해 생성된다고 주장한다. 과학 이론은 관찰을 일반화한다. 경험주의는 일반적으로 귀납주의, 즉 유한한 양의 경험적 증거로부터 일반 이론이 어떻게 만들어질 수 있는지 설명하는 입장을 포함한다. 경험주의에는 다양한 버전이 존재하며, 그 중 가장 우세한 것은 베이지안주의와 가설 연역적 방법이다.
경험주의는 지식은 관찰이 아니라 인간 지성에 의해 창조된다는 데카르트의 입장인 합리주의와 대조된다. 비판적 합리주의는 오스트리아-영국 철학자 칼 포퍼(Karl Popper)가 처음 정의한 과학에 대한 대조적인 20세기 접근 방식이다. 포퍼는 경험주의가 이론과 관찰 사이의 연관성을 설명하는 방식을 거부했다. 그는 이론은 관찰에 의해 생성되는 것이 아니라 관찰은 이론의 관점에서 이루어진다고 주장했다. 이론 A가 관찰에 의해 영향을 받을 수 있는 유일한 방법은 이론 A가 관찰과 충돌한 이후지만 이론 B는 관찰에서 살아남는 것이다. 포퍼는 과학 이론의 랜드마크로서 검증 가능성을 반증 가능성으로 대체하고, 경험적 방법으로 귀납을 반증으로 대체할 것을 제안했다. 포퍼는 실제로 과학에만 국한되지 않는 보편적인 방법은 단 하나뿐이라고 주장했다. 즉, 과학, 수학, 철학, 예술을 포함하여 인간 정신의 모든 산물을 포괄하는 비판, 시행착오의 부정적인 방법이 바로 그것이다.
또 다른 접근법인 도구주의는 현상을 설명하고 예측하는 도구로서 이론의 유용성을 강조한다. 과학 이론은 입력(초기 조건)과 출력(예측)만 관련이 있는 블랙박스로 간주된다. 결과, 이론적 실체, 논리적 구조는 무시해야 할 것이라고 주장된다. 도구주의에 가까운 것은 구성적 경험주의이며, 이에 따르면 과학 이론의 성공에 대한 주요 기준은 관찰 가능한 실체에 대해 말하는 것이 사실인지 여부이다.
토마스 쿤(Thomas Kuhn)은 관찰과 평가의 과정이 패러다임, 즉 프레임에서 이루어진 관찰과 일치하는 논리적으로 일관된 세계의 "초상화" 내에서 발생한다고 주장했다. 그는 정상과학을 패러다임 내에서 일어나는 관찰과 "퍼즐 해결"의 과정으로 규정한 반면, 혁명적 과학은 패러다임 전환에서 하나의 패러다임이 다른 패러다임을 압도할 때 발생한다. 각 패러다임에는 고유한 질문, 목표 및 해석이 있다. 패러다임 사이의 선택에는 세상에 대한 둘 이상의 "초상화"를 설정하고 어떤 유사성이 가장 유망한지 결정하는 것이 포함된다. 패러다임 전환은 기존 패러다임에서 상당한 수의 관측 이상 현상이 발생하고 새로운 패러다임이 이를 이해할 때 발생한다. 즉, 새로운 패러다임의 선택은 기존 패러다임의 배경에 대해 관찰이 이루어지더라도 관찰을 기반으로 한다. 쿤에게 패러다임의 수용 또는 거부는 논리적 과정인 동시에 사회적 과정이다. 그러나 쿤의 입장은 상대주의적 입장이 아니다.
마지막으로, "창조과학"과 같은 논란이 많은 운동에 대한 과학적 회의주의 논쟁에서 자주 인용되는 또 다른 접근법은 방법론적 자연주의이다. 자연주의자들은 자연과 초자연 사이에 차이가 있어야 하며 과학은 자연적인 설명으로 제한되어야 한다고 주장한다. 방법론적 자연주의는 과학이 경험적 연구와 독립적인 검증에 대한 엄격한 준수를 요구한다고 주장한다.

## 과학에 대한 이미지
현대 사회에서 과학은 중요한 위치를 차지하고 있다. 한 국가의 발전을 좌지우지할 정도로 여러 가지 분야 중 비중이 있는 역할을 맡고 있다. 대중들이 과학에 보내는 신뢰는 대단하다. 이런 이미지를 보고 유사과학 같은 것이 생기기도 한다.

## 같이 보기
- 과학사
- 과학학
- 과학 석사